# Carlos Moreno (urbaniste)
Pour les articles homonymes, voir Carlos Moreno.
Carlos Moreno est un chercheur, scientifique et professeur franco-colombien à l'IAE - Université Paris 1 Panthéon-Sorbonne. Il a cofondé la Chaire ETI « Entrepreneuriat - Territoire - Innovation » et a mené des recherches sur les villes intelligentes et durables en Europe, Asie et Amérique Latine.
Il est principalement connu pour sa contribution au concept de la Ville du quart d’heure,. Ses travaux ont été reconnus par les gouvernements locaux et les programmes de transformation urbaine, en France et à l’international,,.
En 2010, il a été fait Chevalier de la Légion d'honneur, et en 2019, il a reçu la Médaille de la Prospective de l'Académie d'Architecture.

## Biographie
Arrivé en France en 1979, réfugié politique, naturalisé en 1992, Carlos Moreno est entré en 1981 et travaille avec les équipes de l'université Paris-Sud.
Il participe en 1991 à la création de l'Université d'Évry-Val d'Essonne (UEVE) à côté de son premier président, Michel Fayard, où il est nommé professeur associé en 1994 et par la suite, en 2000, professeur des universités.
En décembre 2008, Carlos Moreno, représentant le Comité Richelieu, signe avec la directrice générale déléguée d'Oséo, Laure Reinhart, et le PDG de l'INRIA, Michel Cosnard, l'extension du Pacte PME au monde de la Recherche.
À partir de 2010, il réfléchit à la manière dont la technologie pourrait s'inscrire dans la construction de villes durables. En affinant ses idées, il aboutit à son concept de la ville du quart d'heure. Ce concept est expérimenté depuis 2016 dans le cadre du Village olympique de Saint-Denis des jeux olympiques de Paris.
Son projet figure en 2020 dans le programme d'Anne Hidalgo pour les élections municipales de Paris.
En 2023, Valérie Pécresse, présidente LR de la région Ile-de-France, inclus dans son programme la région "des vingt minutes", en écho au "territoire de la demi-heure" développé par Moreno pour les zones les moins denses.
Dès 2023, il est la cible de complotistes l'accusant de vouloir enfermer les gens dans leur quartier,, comme lors d'un confinement.

## Thèses
Selon lui la ville du quart d'heure doit répondre à 6 besoins fondamentaux: habiter, travailler, s'éduquer, se soigner, s'épanouir, s'approvisionner.
Il propose de démultiplier les usages d'un bâtiment normalement à usage unique.

## Distinctions
- Chevalier de l'Ordre de la Légion d'honneur, promotion Pâques 2010[19].
- Médaille de la Prospective 2019, Académie d'Architecture[20]